# Астраускас, Витаутас Стасевич
Витаутас Стасевич Астраускас (лит. Vytautas Astrauskas; 30 сентября 1930, г. Шяуляй — 7 августа 2017, Вильнюс) — советский литовский государственный и партийный деятель, председатель Президиума Верховного Совета Литовской ССР в 1987—1990 годах.

## Биография
Витаутас Астраускас родился 30 сентября 1930 года в Шяуляй, в 1960 году окончил Высшую Партийную Школу в Вильнюсе. В 1974 году был выпускником вильнюсского филиала Московского Кооперативного Института. с 50-х был вовлечён в деятельность партии, в 1960—1965 возглавлял горкомы партии в ряде городов Литвы, в 1966—1981 работал в аппарате ЦК КП Литвы, с 1981 был секретарём ЦК по вопросам сельского хозяйства. В 1963 избран депутатом Верховного Совета Литовской ССР, в 1987 — председателем Президиума Верховного Совета. В 1989 одобрил выход КПЛ из КПСС.